# فرودگاه شهید امیدبخش گچساران
فرودگاه شهید امیدبخش گچساران فرودگاهی در شهر دوگنبدان، استان کهگیلویه و بویراحمد است.
فرودگاه گچساران زیر نظر شرکت ملی نفت ایران و از قدیمی‌ترین فرودگاه‌های ایران است. همچنین برج مراقبت این فرودگاه قدیمی‌ترین برج مراقبت پابرجای کشور می‌باشد. این فرودگاه کاملاً عملیاتی بوده و آشیانه هلیکوپتری آن دارای ۲ فروند هلیکوپتر مستقر می‌باشد. شرکت‌ هواپیمایی ماهان در هفته با ۱ پرواز رفت و برگشت مهمان این فرودگاه می‌باشد. این فرودگاه از ۲ بخش مسافربری و هلیکوپتری تشکیل شده‌است. بخش هلیکوپتری دارای ۲ فروند هلیکوپتر است که یک فروند هلیکوپتر اورژانس هوایی و یک فروند دیگر ویژه پروازهای شرکت نفت است.

## شرکت‌های هواپیمایی و مقصدهای پروازی
| شرکت‌های هواپیمایی | مقصدهای پروازی |
| ----------------- | -------------- |
| هواپیمایی ماهان   | مهرآباد        |

## واگذاری فرودگاه به وزارت راه و شهرسازی
مشاور مدیر عامل شرکت فرودگاه‌ها و ناوبری هوایی ایران با حضور مشاور عالی وزیر نفت گفت مسئولیت راهبری فرودگاه گچساران به وزارت راه و شهرسازی واگذار شد اما مدتی پس از آن دوباره به وزارت نفت واگذار شد.